# Мисия Вавилон
„Мисия Вавилон“ (на английски: Babylon A.D.) е научнофантастичен екшън филм от 2008 г., базиран на романа Babylon Babies от 1999 г., написан от Морис Дантес. Филмът е режисиран от Матийо Касовиц и участват Вин Дизел в главната роля, Мелани Тиери, Мишел Йео, Ламбърт Уилсън, Марк Стронг и Жерар Депардийо. Премиерата му е на 29 август 2008 г. в Съединените щати. Той е международна копродукция между Франция, Великобритания и Съединените щати.